# Rustee Allen
Rustee Allen (né le 3 mars 1953 à Monroe (Louisiane)) est un musicien américain, bassiste du groupe influent de funk Sly and the Family Stone, de 1972 à 1975. Rustee Allen a remplacé Larry Graham (qui l'avait lui-même recommandé), membre fondateur de la Family Stone, parti former son propre groupe, Graham Central Station.

## Biographie
Né à Monroe, en Louisiane et élevé à Oakland, en Californie, Rustee Allen commence à apprendre à jouer de la guitare en autodidacte à l’âge de douze ans. Il rejoint ensuite un groupe local dans lequel il joue de la basse sur les quatre cordes graves de sa guitare. Arborant une moustache crayonnée sur le visage pour dissimuler son âge, il joue alors dans des bars avec le guitariste de blues Johnny Talbot. Un passage chez les Edwin Hawkins Singers l'amène à rencontrer Freddie Stone, frère de Sly Stone et le guitariste de Sly and the Family Stone. Freddie engage Allen pour jouer de la basse pour Little Sister, un groupe issu de la Family Stone. 

## Contribution à la Family Stone
Larry Graham, le bassiste de la Family Stone, aurait déclaré que s’il quittait le groupe, il voudrait qu’il soit remplacé par Rustee Allen. En 1972, Rustee Allen a sa chance et endosse le rôle de bassiste dans la Family Stone après que Graham a été contraint de quitter le groupe. Les enregistrements d'Allen avec The Family Stone comprennent les morceaux de deux disques, Fresh (1973) et Small Talk (1974), ainsi que le morceau Organize de High on You (1975).  

## Avec le Robin Trower Band
Après la dissolution de la Family Stone, début de 1975, Rustee Allen rejoignit le groupe de blues-rock de Robin Trower, dans lequel il joua sur deux albums, In City Dreams de 1977 et Caravan to Midnight de 1978. On notera que le batteur Bill Lordan, ancien de la Family Stone, avait également rejoint le groupe du guitariste britannique. 

## Autres participations et carrière solo
Rustee Allen a également joué de la basse avec de nombreux autres artistes, notamment George Clinton, Lenny Williams, The Temptations et Lighthouse for the Blind. Il a dirigé son propre groupe, le groupe de jazz fusion Second Wind, de 1977 à 1978. Depuis 1994, Rustee Allen joue de la basse pour Bobby Womack. En 2006, Rustee Allen a joué avec Sly & the Family Stone au 48th Grammy Awards. Rustee Allen publie en juillet 2018 un album solo intitulé Simple Rules. Il a été lancé sur son propre label, Rustee Nailz, le 15 juillet 2018. Rustee Allen fait ses débuts en solo au Uptown NightClub, à Oakland, en Californie, le 15 juillet 2018. 

## Apparitions
Rustee Allen est apparu dans le documentaire On the Sly: In Search of the Family Stone sorti en janvier 2017.